# Gebot (Rechtswissenschaft)
Gebote sind in der Rechtswissenschaft gesetzliche Verhaltensnormen, die für einen betroffenen Personenkreis oder Gesellschaften ein bestimmtes Verhalten anordnen.

## Wortherkunft
Das Gebot (ahd. kapot, gipot u. a.) steht in sprachlicher Nähe zum Verbot, auch mit dem gemeinsamen Suffix bot (wie in unbotmäßig), im Bedeutungsaspekt „Weisung“, „Gerichtsbarkeit“, „Gewalt“. Mitte des 19. Jahrhunderts definierte das Universal-Lexikon der Gegenwart und Vergangenheit das Gebot als Gegensatz zum Verbot und wies auf strafbewehrte Konsequenzen hin:

„Verbot (Interdictum, Inhibitio), der Befehl zur Unterlassung einer Handlung, im Gegensatz von Gebot als dem Befehl zur Vornahme einer solchen. […], insofern das V. zugleich mit einem Strafgebot versehen war, kann der dawider Handelnde in Strafe u. Schadensersatz verfallen. […]“

## Allgemeines
Das menschliche Verhalten besteht aus Handeln, Dulden und Unterlassen. Nicht jedes Verhalten ist dabei gesellschaftlich erwünscht. Daher kommt den Gesetzen die Aufgabe zu, die Gesellschaft durch Gebote, Verbote, Erlaubnisse und Ermächtigungen zu steuern. Gebote sollen dabei ein bestimmtes Verhalten erzwingen. Sie sind wie Verbote Inhalt von Schutzgesetzen, die schadensvorbeugende Normen enthalten. Ge- und Verbote bezwecken die Verhinderung einer abstrakten Gefährdung oder Vermeidung unerwünschter Folgen. Ein Verstoß gegen Gebote löst ein Verschulden aus. Der Vorwurf eines Verschuldens bezieht sich dabei nicht auf die konkrete Schädigung, sondern es wird auf die Verletzung einer Norm vorverlegt, da mit dieser erfahrungsgemäß eine Schädigung verbunden ist.
Eine Verhaltensanordnung ist die Auferlegung eines bestimmten Verhaltens durch Gesetze im weitesten Sinn. Sie kann in einem Gebot oder einem Verbot bestehen. Der Adressat kann bestimmten gesetzlichen Normen, deren Verletzung einen Rechtsbruch bedeutet, jeweils ein Gebot oder Verbot entnehmen und sein Verhalten daran ausrichten. Damit Gebote auch eingehalten werden, sind mit ihrem Nichteinhalten Rechtsfolgen verbunden.

## Gebote in Gesetzen
Allgemein bekannt sind die Gebote und Verbote, die sich aus § 41 Abs. 1 StVO im Straßenverkehr ergeben. In § 41 Abs. 1 StVO wird verlangt, dass die Verkehrsteilnehmer die durch Vorschriftzeichen („Verkehrsschilder“) angeordneten Gebote oder Verbote zu befolgen haben. Die Verkehrszeichen sind in Anlage 2 zu § 41 Abs. 1 StVO enthalten. So beinhaltet beispielsweise Zeichen 205 („Vorfahrt gewähren“) das Gebot, dass der Fahrzeugführer Vorfahrt zu gewähren hat und das Verbot, bis zu 10 Meter vor diesem Zeichen nicht zu halten, wenn es dadurch verdeckt wird. Bei Zeichen 206 („Halt. Vorfahrt gewähren“) muss sogar angehalten und Vorfahrt gewährt werden. Zeichen 209, 211 und 214 verlangen, dass der vorgeschriebenen Fahrtrichtung zu folgen ist. Dem Fahrzeugführer wird mithin jeweils ein bestimmtes Verhalten auferlegt, das er bedingungslos zu befolgen hat. Wird gegen diese Gebote verstoßen und werden andere Verkehrsteilnehmer dadurch gefährdet, drohen eine Geldstrafe im Rahmen des Bußgeldkatalogs (Tatbestandsnummer 141600 bei Zeichen 206: „Sie beachteten nicht das bestehende unbedingte Haltgebot“) und auch Eintragungen im Fahreignungsregister. § 12 Abs. 4 Satz 1 und 2 StVO gebietet jedem Verkehrsteilnehmer, der parken oder auch nur halten will, den rechten Seitenstreifen zu benutzen, wenn dieser dazu ausreichend befestigt ist, sonst an den rechten Fahrbahnrand heranzufahren. Andere als die gebotenen Verhaltensmöglichkeiten hat der Verkehrsteilnehmer nicht. Verkehrszeichen, von denen ein Haltverbot ausgeht, enthalten zugleich das Gebot, bei verbotswidrigem Halten alsbald wegzufahren; dies gilt auch für Parkuhren. Dieses Gebot ist in analoger Anwendung gemäß § 80 Abs. 2 Satz 1 Nr. 2 VwGO sofort vollziehbar und kann damit sofort ohne weiteren Verwaltungsakt im Wege der Ersatzvornahme durch Abschleppen vollzogen werden.
Der Emittent von Kapitalanlagen wird durch gesetzliche Gebote dazu angehalten, der öffentlichen Platzierung einer Kapitalanlage einen Emissionsprospekt vorangehen zu lassen (Emissionspublizität; § 14 Abs. 1 WpPG), in periodischen Abständen über die Wertentwicklung der Anlage zu berichten (Regelpublizität; §§ 264 ff. HGB in Verbindung mit § 325 HGB); Zwischenberichterstattung (§ 116 WpHG) und außergewöhnliche Umstände zeitnah zu veröffentlichen (Ad-hoc-Publizität; § 26 WpHG). Zahlreiche Gebote („Allgemeine Verhaltensregeln“) enthält auch § 63 WpHG.
Im Verwaltungsrecht statuiert die Eingriffsverwaltung Gebote und Verbote für den Einzelnen und setzt diese auch mit Zwang („Imperium“) durch. Das Kooperationsgebot des § 2 Abs. 1 BetrVG ist eine Verhaltensanordnung an Arbeitgeber und Betriebsrat, in welcher Art und Weise sie Rechte wahrzunehmen und Pflichten zu erfüllen haben. Im Rahmen des Direktionsrechts dürfen gesetzliche Gebote durch Weisungen des Arbeitgebers nicht verletzt oder überschritten werden, so etwa im Rahmen des Jugend- und Mutterschutzes oder Arbeitszeitgesetzes.

## Kollision
Handlungspflichten (Gebote) können untereinander oder mit Unterlassungspflichten (Verboten) kollidieren. Dann sind Prioritäten anzuwenden. Treffen in einer Person zwei Gebote zusammen, von denen nur eines erfüllt werden kann, gibt es für die Wahl zwischen gleichen Pflichten keine rechtlich verbindlichen Maximen. Wenn beispielsweise bei einem Brand die Eltern nur eines von zwei Kindern aus dem Gebäude retten können, ist ein Handeln in dieser Form nicht rechtswidrig. Beim Zusammentreffen einer Handlungspflicht (Gebot) mit einer Unterlassungspflicht (Verbot) geht die Unterlassungspflicht vor. Wer etwa das Leben schutzbefohlener Personen nur durch Tötung eines unbeteiligten Dritten erhalten kann, verhält sich nur rechtmäßig, wenn er die Tötung unterlässt. Ob ein Autofahrer bremsen muss (Handeln), um einen Fußgänger nicht zu überfahren, oder nicht weiter beschleunigen (Unterlassen) darf, hängt von den Umständen ab. Bremst er nicht, ist diese Handlung verbotswidrig, beschleunigt er, ist diese Unterlassung gebotswidrig.

## Sonstiges
Das Sprichwort „Not kennt kein Gebot“ (necessitas non habet legem) trifft nicht zu, wenn damit verbunden wird, dass in Notsituationen schlechthin alle Regeln außer Kraft sind.